# Achille De Bassini

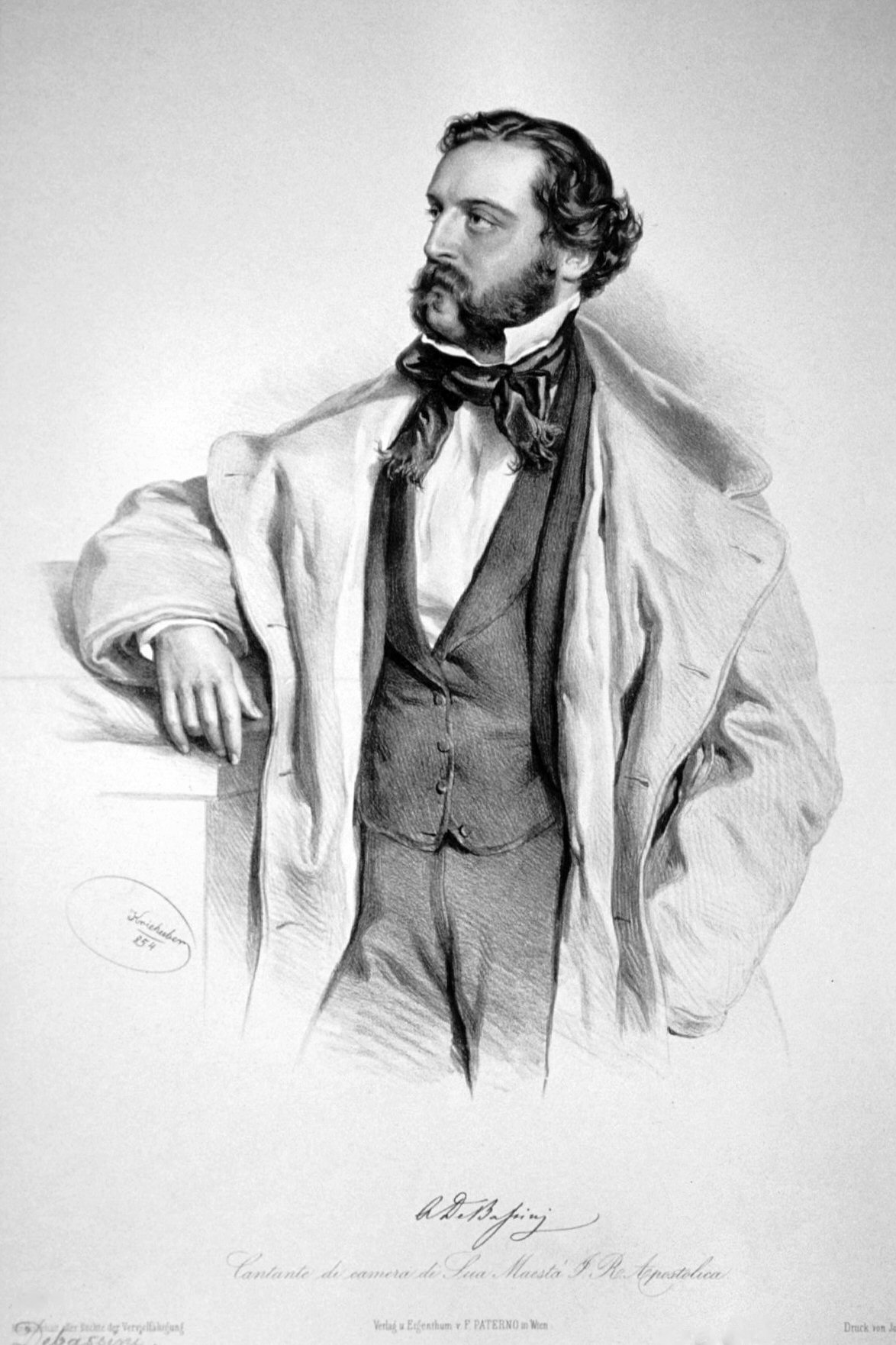
Achille De Bassini, Lithographie von Josef Kriehuber, 1854

Achille De Bassini, eigentlich Achille Bassi (* 5. Mai 1819 in Mailand; † 3. Juli 1881 in Cava de’ Tirreni) war ein italienischer Opernsänger (Bariton).

## Leben
De Bassini, geboren als Sohn eines Theatergarderobier, genoss eine ausgezeichnete Schulbildung. Gleichzeitig studierte er bei Natale Perelli Gesang und debütierte schon früh in Bergamo. Es ist nicht sicher ob er mit einem Bassi identisch ist, der 1837 in Voghera in Donizettis Oper Belisar und Bellinis Oper Norma auftrat.
In den folgenden Jahren war er auf den italienischen Opernbühnen ein vielbeschäftigter Sänger. Sehr bekannt wurde der namentlich von Giuseppe Verdi sehr geschätzte Sänger durch die Interpretation von Verdi-Rollen.
So verkörperte er bei den Uraufführungen:
- I due Foscari (1844) den Francesco Foscari
- Il corsaro den (1848) den Pascha Seid
- Luisa Miller (1849) den Miller
- La forza del destino (1862) den Fra Melitone. Diese Rolle schrieb Verdi speziell für Bassini, da er seine Fähigkeit, auch komische Rollen zu verkörpern, erkannte.

1845 und 1854 gastierte er am Kärntnertortheater  in Wien, wo er den Titel eines k. k. Kammersängers erhielt. Von 1852 bis 1853 und von 1862 bis 1863 sang er in St. Petersburg, 1859 debütierte er in Covent Garden.
Von seinen Zeitgenossen wurde er „der zweite Giorgio Ronconi“ genannt. Seine fulminante, ausdrucksvolle Stimme, sein großer Stimmumfang sichern ihm einen Platz unter den großen Baritonen vom Verdi-Typ in der Operngeschichte.
De Bassini heiratete 1845 die Sopranistin Rita Gabussi (1816–1891), deren gemeinsamer Sohn Alberto (1847–nach 1892) war ebenfalls Opernsänger, zuerst ein Tenor, später ein Bariton. Mit fast fünfzig Jahren zog sich De Bassini von der Bühne zurück, trat jedoch anlässlich des Debüts seines Sohnes Alberto 1869 gemeinsam mit diesem auf. Unglückliche Spekulationen zwangen ihn jedoch bis fast zu seinem Lebensende zu singen. Seine letzten Lebensjahre verbrachte er in  Portici.